# Ligne de Metz-Ville à la frontière allemande vers Überherrn
La ligne de Metz-Ville à la frontière allemande vers Überherrn est une ligne de chemin de fer de la Lorraine, en partie déclassée.
Elle porte le numéro 174 000 dans la nomenclature du réseau ferré national.

## Historique
La section entre Anzeling et Hargarten - Falck, partie d'un itinéraire « de Thionville à Niderbronn », est déclarée d'utilité publique le 14 juin 1861. Par une convention signée avec le ministre des Travaux publics le 1er mai 1863, la Compagnie des chemins de fer de l'Est en reçoit la concession. Cette convention est approuvée par décret impérial le 11 juin 1863.
La section comprise entre les gares d'Anzeling et de Téterchen est mise en service le 1er avril 1883 en tant que prolongement de la ligne de Thionville à Anzeling partie d'un itinéraire ferroviaire (de) reliant Thionville à Völklingen dans la vallée de la Sarre. Téterchen est doté d'une gare depuis 1876 et le prolongement vers l'actuelle frontière allemande date du 1er avril 1879.
Durant l'annexion de l'Alsace-Lorraine de 1871 à 1918, le Reich allemand pense réorienter le réseau ferroviaire vers l'Allemagne. En 1882, il est question de construire une ligne stratégique passant par Vigy. Son but premier est de permettre le transport des troupes vers le District de Lorraine. Ainsi son tracé est indépendant du réseau existant qui est saturé par endroits. Par ailleurs il présente l'avantage d'être le plus court entre Metz et la Prusse.
Après de nombreux débats sur le tracé, elle est déclarée d'utilité publique. Les travaux durent 5 ans. Ils sont particulièrement difficiles à cause des percements des tunnels et des constructions des viaducs.
En effet, le terrain calcaire de mauvaise qualité ne pouvait supporter le poids d'ouvrages classiques en pierres. On se tourna donc vers la réalisation d'ouvrages à structure métallique, plus légers et résilients. La section de Metz à la gare d'Anzeling est inaugurée le 1er avril 1908
Dans les années 1930, cette ligne a été utilisée pour la construction de la ligne Maginot. 
En 1944, lors du repli des Allemands, les viaducs furent dynamités et les tunnels bouchés.
La section de Vantoux-Vallières à Vigy (PK 5,380 à 11,700) est déclassée par décret le 12 novembre 1954.

## Infrastructure

### Ouvrages d'art
Le terrain étant assez accidenté la ligne présente un nombre d'ouvrages d'art important. À savoir quatre viaducs de structure métallique et trois tunnels.
Aujourd'hui, seuls les gares, les tunnels et les culées des viaducs sont encore visibles. 

#### Viaducs
- Vantoux-Vallières : 279 m
- Failly : 574 m, 34 m de haut, le plus long du réseau Alsace Lorraine
- de la Canner : 262 m
- Villers : 170m

#### Tunnels

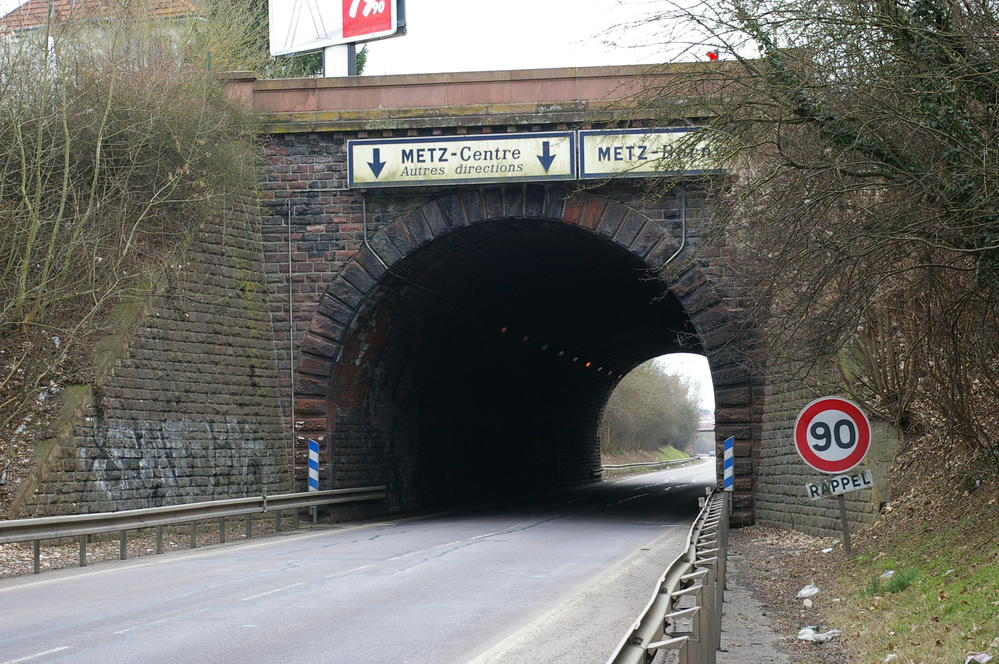
Tunnel de Vallières - Borny

- Borny : 70 m, encore utilisé pour la voie rapide
- Failly : 770 m
- Saint Bernard : 925 m
- Tunnel de Téterchen : deux galeries, 996 m
- Tunnel d'Hargarten : deux galeries, 377 m

### Électrification
La ligne a été électrifiée en 25 kV - 50 Hz d'Anzeling à Hargarten - Falck le 7 février 1956 (depuis Thionville) et de Hargarten-Falck à la frontière le 14 janvier 1960.